# Казакська Автономна Соціалістична Радянська Республіка
Казакська Автономна Соціалістична Радянська Республіка (Казакська АСРР, КазАСРР, Казакстан) (каз. Qazaq Aptonom Sotsijalistik Sovettik Respublikasь, Qazaƣьstan, каз. Қазақ Автономиялы Социалистік Кеңестік Республикасы, Қазақстан) — казахська національна автономія, адміністративно-територіальна одиниця в складі РРФСР на території сучасного Казахстану.
Існувала з 15 червня 1925 по 5 грудня 1936 р. Отримала свою назву в результаті перейменування Киргизької АСРР на Казакську АСРР. У 1936 була перетворена в Казахську Радянську Соціалістичну Республіку.
Адміністративний центр КазАСРР — спочатку Кизил-Орда (1925—1927), а з 1927 — Алма-Ата.

## Межі
У 1932 на заході межувала з Нижньо-Волзьким краєм, на північному заході — із Середньо-Волзьким, на півночі — з Уральською областю, на північному сході — з Західно-Сибірським краєм, на півдні — з радянськими середньоазійськими республіками, на південному сході — з Республікою Китай.

## Історія
Казакська АСРР з'явилася у квітні 1925 у результаті перейменування Киргизької АСРР. До Революції казахів у Росії називали киргизами або киргиз-кайсаками, киргизів — кара-киргизами; ця традиція існувала і в перші роки радянської влади, тому республіку спочатку називали Киргизькою (у той час, як автономія для киргизів до травня 1925 іменувалася Кара-Киргизькою). Одночасно з перейменуванням Республіки її столицю перенесли з Оренбурга на Сирдар'ю, до міста Ак-Мечеть, перейменоване в Кзил-Орду. Оренбурзьку губернію повернули в безпосереднє підпорядкування РРФСР.
П'ятий Загальнокиргизький з'їзд Рад у квітні 1925 перейменував Киргизьку АСРР у Казакську АСРР (або Казакстан).
У травні 1927 столицею республіки стала Алма-Ата. У серпні 1928 ліквідовані всі губернії Казакської АСРР, а її територія розділена на 13 округів і райони. У березні 1930 Кара-Калпацька АО виведена зі складу Казакської АСРР і підпорядкована безпосередньо РРФСР. 23 липня 1930 року були ліквідовані усі округи, райони були укрупнені та переведені в пряме підпорядкування республіки, 30 листопада було офіційно затверджено районний поділ республіки.
У березні 1932 територія республіки була розділена на шість великих областей:
1. Актюбінська область (центр — Актюбінськ);
2. Алма-Атинська область (центр — Алма-Ата);
3. Східно-Казакська область (центр — Семипалатинськ);
4. Західно-Казакська область (центр — Уральськ);
5. Карагандинська область (центр — Петропавловськ);
6. Південно-Казакська область (центр — Чимкент).

У грудні 1934 невелику ділянку на північному заході республіки було передано новоутвореній Оренбурзькій області.
З утвердженням нової Конституції СРСР 5 грудня 1936 статус Казакської АСРР було підвищено до союзної республіки, і вона була виведена зі складу РРФСР, а щоб титульний етнос республіки (самоназва якого — «qazaq» казак) не плутали з представниками козацтва, за ним закріпили російський правопис казахи, а республіку, відповідно, стали іменувати Казахською РСР.